# Nicole Ross
Nicole Ross (Nueva York, 15 de enero de 1989) es una deportista estadounidense que compite en esgrima, especialista en la modalidad de florete.
Ganó tres medallas en el Campeonato Mundial de Esgrima entre los años 2017 y 2019.
Participó en dos Juegos Olímpicos de Verano, ocupando el sexto lugar en Londres 2012 y el cuarto en Tokio 2020, en el torneo por equipos.

## Palmarés internacional
| Campeonato Mundial | Campeonato Mundial | Campeonato Mundial | Campeonato Mundial  |
| Año                | Lugar              | Medalla            | Prueba              |
| ------------------ | ------------------ | ------------------ | ------------------- |
| 2017               | Leipzig (Alemania) | Medalla de plata   | Florete por equipos |
| 2018               | Wuxi (China)       | Medalla de oro     | Florete por equipos |
| 2019               | Budapest (Hungría) | Medalla de bronce  | Florete por equipos |